# Bruno Thoelen
Bruno Thoelen (Anderlecht, 18 juni 1964 – Ganshoren, 2 februari 2012) was een Belgische voetballer. Hij speelde onder meer voor RFC Sérésien en AA Gent.

## Carrière
Bruno Thoelen begon bij de jeugd van AS Auderghem en stapte na 10 jaar over naar RSC Anderlecht. De verdediger speelde voornamelijk mee het beloftenelftal, maar mocht tijdens het seizoen 1983/84 van trainer Paul Van Himst toch een keer meespelen met het eerste elftal. Verder kwam het nooit bij paars-wit, dus vertrok Thoelen in 1985 naar RFC Sérésien.
Daar kreeg Thoelen meer speelkansen en na één seizoen stapte hij over naar KAA Gent. Daar werd hij een ploegmaat van onder meer Michel De Wolf. Maar veel speelgelegenheid vond Thoelen in Gent niet. In 1988 degradeerde hij met de club naar Tweede Klasse.
Een jaar later verkaste de verdediger naar FC Denderleeuw. Het seizoen nadien ruilde hij de club in voor streekgenoot Verbroedering Denderhoutem. Dan speelde hij nog even voor RRC Tournai alvorens terug te keren naar Denderleeuw. Ditmaal bleef Thoelen twee seizoenen bij de club. Tijdens het seizoen 1994/95 speelde hij voor FC Drogenbos. Een jaar later sloot hij zijn carrière af bij Denderleeuw.
Op 2 februari 2012 werd Thoelen doodgestoken tijdens een roofoverval te Ganshoren. Hij werkte als kelner in het café waar de overval plaatsvond.